# Ломени, Луи-Анри де
Луи-Анри́ де Ломени́, граф де Брие́н(н) (фр. Louis-Henri de Loménie de Brienne; 1635  — 1698, Париж) — французский государственный деятель, рано оставивший карьеру государственного секретаря иностранных дел; автор нескольких сочинений.

## Биография и деятельность
Сын Анри-Огюста де Ломени (1594—1666) и Луизы де Беон (1605—1665); старший сын в семье, где семь детей.
В карьере пошёл по стопам отца, госсекретаря иностранных дел при Мазарини: в 16 лет был штатным советником, предназначался для службы по иностранным делам, был послан на обучение в Германию, побывал в Финляндии, описал своё путешествие на латыни («Ludovici Henrici Lomenii Itinerarium»; Париж, 1660). Служил государственным секретарём уже в возрасте 23-х лет. По словам Вольтера, потеря его жены Henriette de Chavigny причинила де Ломени сильные душевные страдания и удаление от общества; впоследствии был вычеркнут из исторических словарей
В 1663 году уединился в монастыре Oratoire, в 1670 году вышел оттуда, стал вести разгульную жизнь и был заключён в аббатство Сен-Жермен, затем в Сен-Лазар по приказу Людовика XIV, признавшего его сумасшедшим.

## Издания
Автор нескольких сочинений:
- «Ludovici Henrici Lomenii Itinerarium» (Париж, 1660) — элегантное латинское описание его путешествий;
- «Remarques sur les règles de la poésie française»;
- «Mémoires de Louis Henry de Lomenie, comte de Brienne, contenant plusieurs particularités importantes et curieuses» (Amsterdam, 1720)[7].